# Moulton Taylor
Moulton B. Taylor (* 29. September 1912 in Portland, Oregon, USA; † 16. November 1995) war ein US-amerikanischer Flugzeugingenieur, der durch die Entwicklung des Aerocar Incorporated, eines Flugautos, bekannt wurde.

## Leben
Nach dem Maschinenbau-Studium an der University of Washington in Seattle, im US-Bundesstaat Washington, wurde Taylor zwar Pilot bei der US-Navy, verbrachte dort während des Zweiten Weltkrieges aber die meiste Zeit an dem US-Navy-Raketenprogramm.
Schon kurz nach dem Krieg reifte bei Taylor die Idee, ein Hybrid-Fahrzeug zu entwickeln, ein Auto, das nach einem schnellen und einfachen Umbau in der Lage war, wie ein richtiges Flugzeug zu fliegen; er nannte dieses Projekt Aerocar. So gründete er eine Firma, die Aerocar Co. in Longview, um dieses Fahrzeug zu entwickeln, zu bauen und zu vermarkten.
Von der ersten Version des Aerocar wurden sechs Exemplare gebaut, die bei insgesamt über 320.000 Straßenkilometern und über 50.000 Flugkilometern ihre Tauglichkeit demonstrieren konnten. Das Aerocar wurde im Jahre 1952 zum Patent angemeldet.
So entwickelte Taylor sein Konzept weiter zum Aerocar III. Zur Serienproduktion des Fahrzeugs kam es nicht, nicht zuletzt, weil die US-amerikanischen Zulassungsbestimmungen für Kraftfahrzeuge in den 1970er-Jahren änderten und das Aerocar zu schwer und zu teuer geworden wäre, wenn diesen Bestimmungen Genüge getan worden wäre.
Taylor widmete sich danach seinen weiteren Projekten wie dem Aerocar COOT, einem kleinen – für die breite Masse erschwinglichen und als Bausatz erhältlichen – Amphibien-Flugzeug, oder den Taylor IMP-Flugzeugen.

## Trivia
- Kurz vor seinem Tod wurde Taylor in die Experimental Aircraft Association Hall of Fame aufgenommen.
- Der Flughafen an dem sein Unternehmen Aerocar beheimatet war (der Flughafen Kelso-Longview Regional Airport (heute: Southwest Washington Regional Airport; ICAO-Code: KKLS)) ist auch unter dem Namen Molt Taylor Field bekannt.